# Sistefjell
Sistefjell är ett berg i Antarktis. Det ligger i Östantarktis. Norge gör anspråk på området. Toppen på Sistefjell är 2 465 meter över havet, eller 111 meter över den omgivande terrängen. Bredden vid basen är 5,7 km.
Terrängen runt Sistefjell är platt österut, men västerut är den kuperad. Trakten är obefolkad. Det finns inga samhällen i närheten.